# Pierinae
Sous-famille
Tribus de rang inférieur
- Elodinini Braby, 2014
- Leptosiaini Braby, 2014
- Nepheroniini Braby, 2014
- Teracolini Reuter, 1896
- Anthocharini Scudder, 1889
- Pierini Swainson, 1820

Les Pierinae sont une sous-famille de lépidoptères (papillons) de la famille des Pieridae. 

## Étymologie
Le nom de cette sous-famille est construit à partir de celui de son genre type Pieris, qui a été décrit par le naturaliste allemand Franz von Paula Schrank en 1801. Ce pionnier de l'entomologie a nommé les papillons en s'inspirant de la mythologie grecque, qu'il a bien étudiée, et en l'occurrence des Piérides, les filles du roi Piéros qui avaient défié les muses,.

## Liste des tribus et des genres
La sous-famille des Pierinae regroupe une soixantaine de genres, répartis dans six tribus :
- Tribu des Elodinini Braby, 2014
  - Elodina C. & R. Felder, 1865
- Tribu des Leptosiaini Braby, 2014
  - Leptosia Hübner, [1818]
- Tribu des Nepheroniini Braby, 2014
  - Nepheronia Butler, 1870
  - Pareronia Bingham, 1907
- Tribu des Teracolini Reuter, 1896
  - Colotis Hübner, [1819]
  - Eronia Hübner, [1823]
  - Ixias Hübner, [1819]
  - Teracolus Swainson, [1833]
  - Calopieris Aurivillius, 1899
  - Pinacopteryx Wallengren, 1857
  - Gideona Klots, 1933
- Tribu des Anthocharini Scudder, 1889
  - Hebomoia Hübner, [1819]
  - Eroessa Doubleday, 1847
  - Cunizza Grote, 1900
  - Hesperocharis C. Felder, [1863]
  - Mathania Oberthür, 1890
  - Anthocharis Boisduval, Rambur, Duméril & Graslin, [1833]
  - Elphinstonia Klots, 1930
  - Euchloe Hübner, [1819]
  - Zegris Boisduval, 1836
- Tribu des Pierini Swainson, 1820
  - environ 40 genres, voir l'article détaillé.

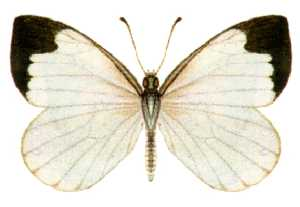
Elodinini Elodina angulipennis
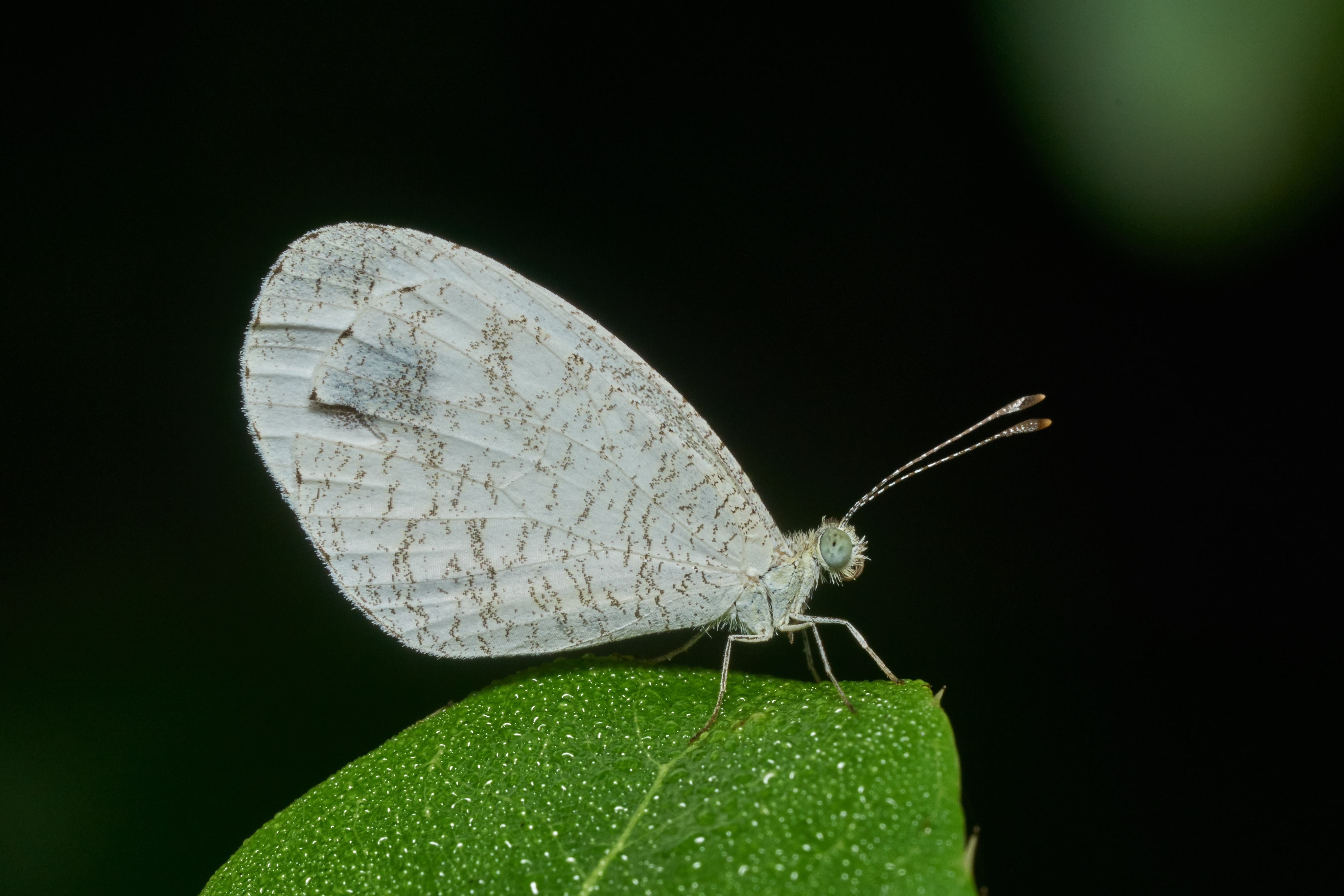
Leptosiaini Leptosia nina
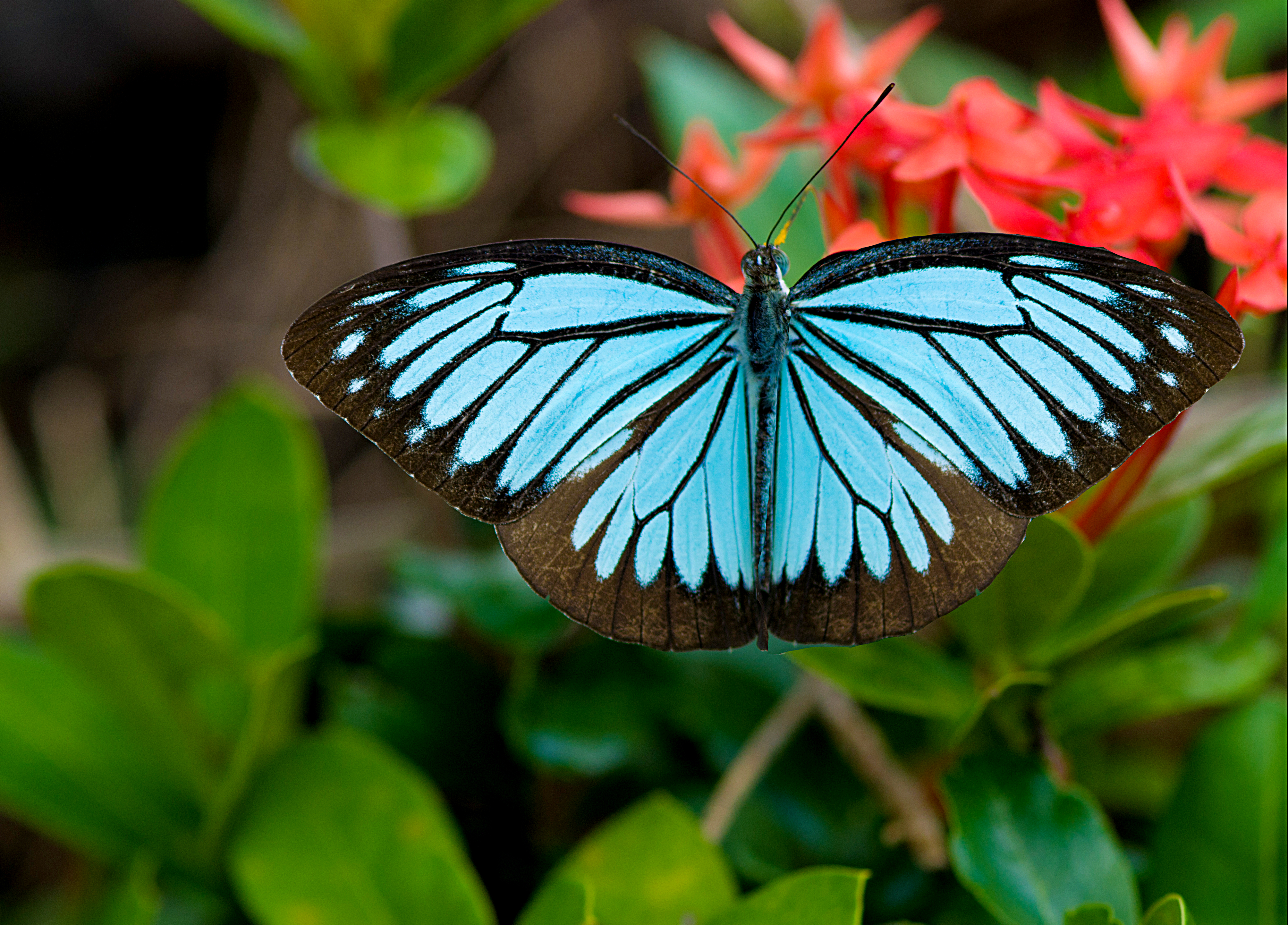
Nepheroniini Pareronia hippia
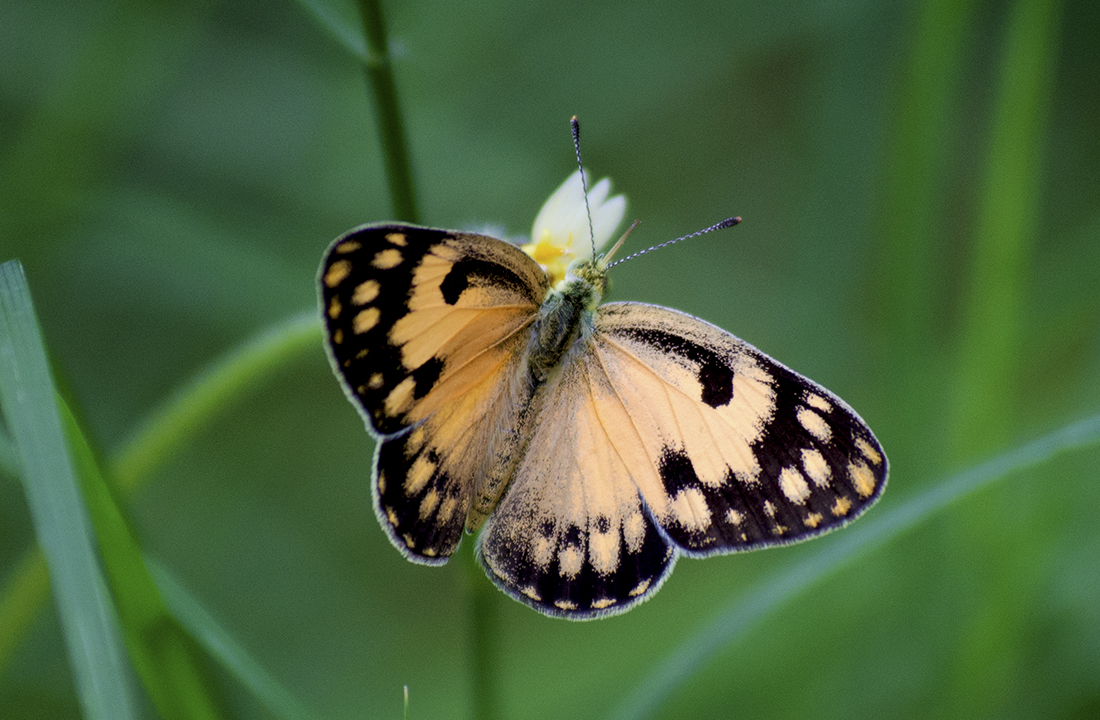
Teracolini Colotis amata
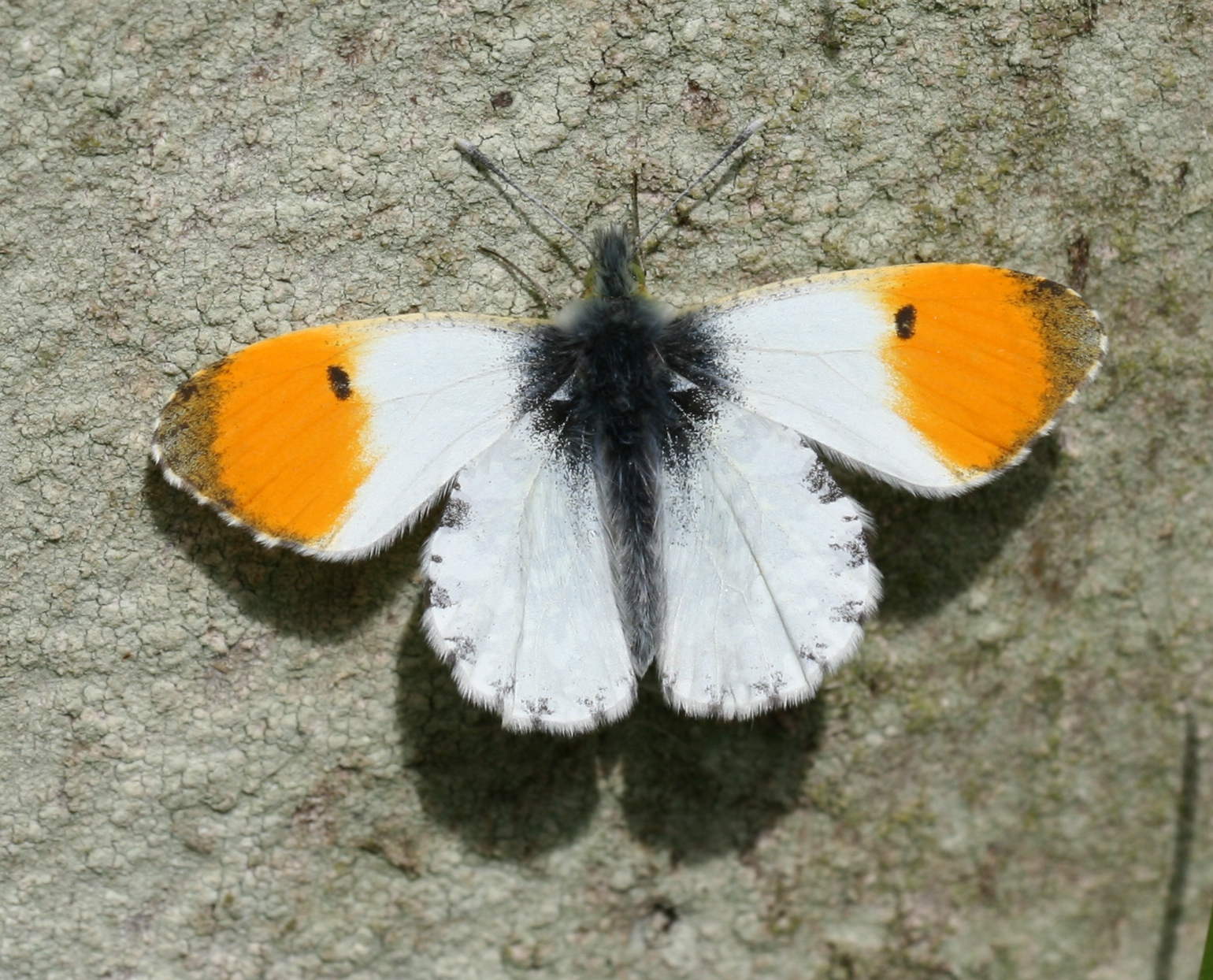
Anthocharini Anthocharis cardamines
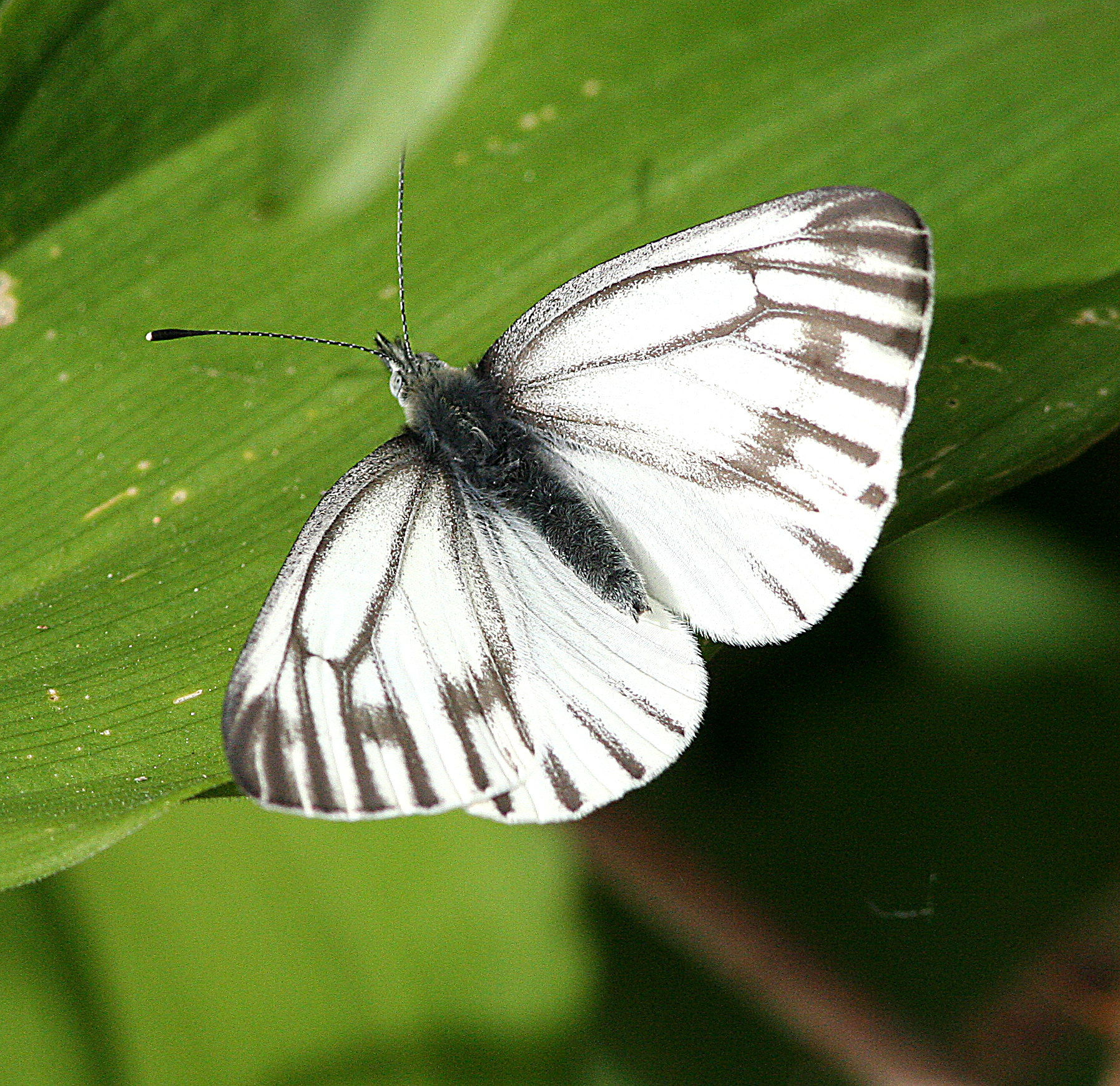
Pierini Pieris marginalis